# 2019년 뉴욕 영화 비평가 협회상
제85회 뉴욕 영화 비평가 협회상은 2019년 12월 4일에 열린 시상식이다.

## 수상 및 후보

### 작품상
- 아이리시맨 - 마틴 스코세이지 수상

### 감독상
- 언컷 젬스 - 베니 사프디 외 1명 수상

### 각본상
- 원스 어폰 어 타임... 인 할리우드 - 쿠엔틴 타란티노 수상

### 여우주연상
- 어스 - 루피타 뇽 수상

### 남우주연상
- 페인 앤 글로리 - 안토니오 반데라스 수상

### 여우조연상
- 결혼 이야기 - 로라 던 수상

### 남우조연상
- 아이리시맨 - 조 페시 수상

### 촬영상
- 타오르는 여인의 초상 - 클레어 마손 수상

### 애니메이션상
- 내 몸이 사라졌다 - 제레미 클라핀 수상

### 다큐멘터리상
- 허니랜드 - 루보미르 스테파노브 외 1명 수상

### 외국영화상
- 기생충 - 봉준호 수상

### 신인작품상
- 애틀란틱스 - 마티 디옵 수상

### 특별상
- 랜디 뉴먼 외 2명 수상